# デコパージュ
デコパージュ（Decoupage）は、手芸の一種。デクパージュとも。装飾美術の特殊塗料効果や、金箔等の要素を組み合わせていた。

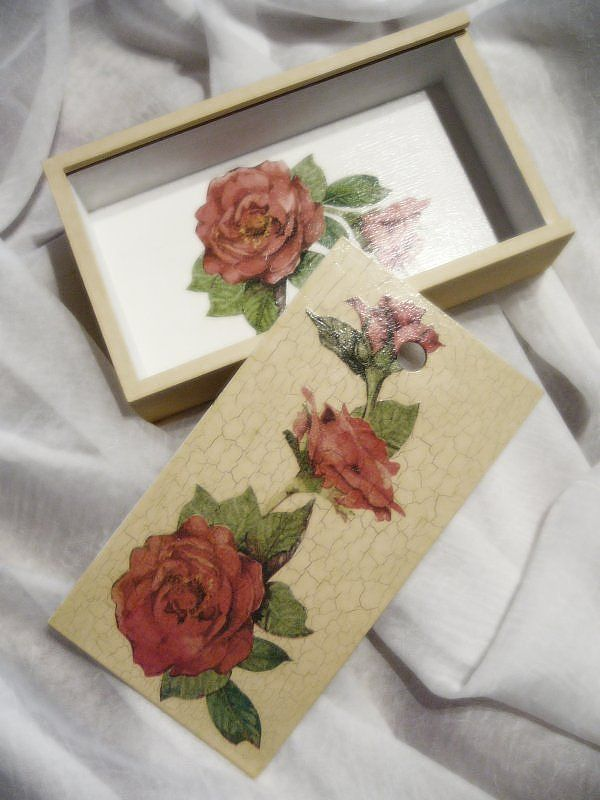
デコパージュの一例

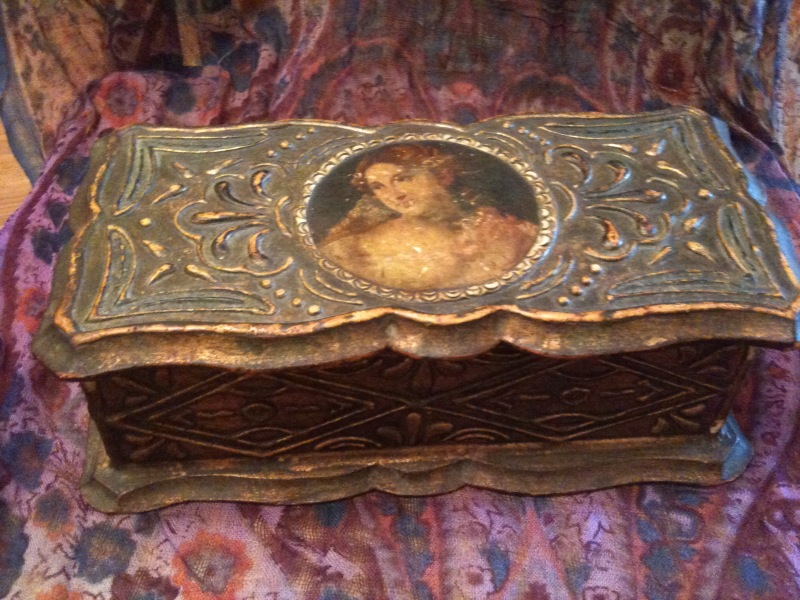
デコパージュされたフィレンツェの工芸品

紙に描かれた絵を切り抜いてモチーフをつくり、家具などに張付けて上からニスを塗って仕上げる。古代の東シベリアの手芸が中国に伝わり、１７世紀にイタリアの家具職人に伝わったのが始まりと思われている。伝統的な技法では、30から40層のニスを使用し、研磨仕上げを行う事によって絵画や象嵌細工のように見える。

## 3Dデコパージュ
デコパージュの要領で同一の画像を複数枚使用し、切り取った同じパーツを接着剤で重ね合わせたり彫刻したりすることで、単一で立体感のある絵画工芸に仕立てるジャンルも存在する。これらは3Dデコパージュ、またはシャドーボックス・シャドーアートと呼ばれる。仕上げた作品は、ボックス型の厚みのある額縁に入れる。